# Amantes (película)
Amantes es una película española dirigida por Vicente Aranda y basada en hechos reales.
Prevista en un principio como un capítulo de la serie de televisión La huella del crimen, el productor Pedro Costa pensó que sería interesante aspirar a más y acabó siendo una película llevada al cine, con gran éxito de taquilla y crítica.
Se basa en el crimen de La Canal, que sirvió de base argumental a la película.

## Argumento
La película cuenta la historia de un muchacho de provincias quien, tras hacer el servicio militar en Madrid durante la posguerra, se instala de realquilado en casa de una mujer. A partir de ese momento se debate entre dos amores: el de su novia, que le da afecto y sabe cocinar, y el de su amante, la mujer que le da cobijo y cama. Finalmente, adopta una solución trágica.

## Ficha artística

### Actores principales
- Victoria Abril (Luisa)
- Jorge Sanz (Paco)
- Maribel Verdú (Trini)
- Enrique Cerro (comandante)
- Mabel Escaño (esposa comandante)
- Alicia Agut (madre Trini)
- Saturnino García (pueblerino)

## Palmarés cinematográfico
Festival Internacional de Cine de Berlín
| Categoría                      | Persona        | Resultado |
| ------------------------------ | -------------- | --------- |
| Oso de Plata a la mejor actriz | Victoria Abril | Ganadora  |

VI edición de los Premios Goya
| Categoría                 | Persona                                             | Resultado  |
| ------------------------- | --------------------------------------------------- | ---------- |
| Mejor película            | Mejor película                                      | Ganadora   |
| Mejor director            | Vicente Aranda                                      | Ganador    |
| Mejor actriz protagonista | Victoria Abril                                      | Candidata  |
| Mejor actriz protagonista | Maribel Verdú                                       | Candidata  |
| Mejor actor protagonista  | Jorge Sanz                                          | Candidato  |
| Mejor guion original      | Álvaro del Amo Vicente Aranda Carlos Pérez Merinero | Candidatos |
| Mejor montaje             | Teresa Font                                         | Candidata  |

Fotogramas de Plata 1991
| Categoría               | Persona                 | Resultado |
| ----------------------- | ----------------------- | --------- |
| Mejor película española | Mejor película española | Ganadora  |
| Mejor actriz de cine    | Victoria Abril          | Candidata |
| Mejor actriz de cine    | Maribel Verdú           | Candidata |
| Mejor actor de cine     | Jorge Sanz              | Candidato |

Premios Sant Jordi
| Categoría               | Resultado |
| ----------------------- | --------- |
| Mejor película española | Ganadora  |

- Mención especial en la Flanders International Film Festival (1991) para Maribel Verdú

## Localizaciones de rodaje
La película se rodó en Madrid en el barrio de los Austrias, en Malasaña y en Tetuán, pero tiene escenas en otros lugares como la catedral de Burgos, o el antiguo Cuartel de Sementales en Alcalá de Henares.